# Battlefield Heroes
Battlefield: Heroes (BFH) — многопользовательская онлайн-игра в жанре тактического шутера с элементами ролевой игры, в «мультипликационном» стиле.
Игра являлась бесплатной. За плату (так называемые Play4Free Funds, ранее BattleFunds) (донат) игрок мог приобрести дополнительные вещи для придания своему персонажу индивидуального облика, например одежду из игры Dead Space 2, или получить некоторые дополнительные опции, например очень высокий прыжок. Первое время игроки, использующие Play4Free Funds, не имели преимуществ перед теми, кто играл бесплатно. 30 ноября 2009 года во внутриигровом магазине произошло изменение цен и ассортимента товаров, которое сделало затруднительным для игроков без Play4Free Funds выбор оружия и покупку виджетов, позволяющих восстанавливать здоровье и ремонтировать технику. 15 апреля 2015 года было объявлено об окончании поддержки Battlefield Heroes. 14 июля 2015 года серверы игры закрылись.

## Игровой процесс
В игре одиннадцать карт — шесть пехотных (Coastal Clash, Riverside Rush, Victory Village, Midnight Mayhem, Perilous Port, Lunar Landing) и пять с боевой техникой (Buccaneer Bay, Seaside Skirmish,Sunset Showdown, Alpine Assault, Wicked Wake). Также есть их разновидности Winter и Night. На каждой карте имеется четыре флага, кроме Sunset Showdown и Perilous Port (на них по 3 флага), и Wicked Wake (на ней 5 флагов). С каждой стороны в команде могут одновременно играть до 8 человек. Обе команды в начале игры имеют по 50 «билетов», число которых уменьшается по мере гибели игроков. Вместо «ticket bleeding», имеющегося в других играх серии Battlefield, действует иная система — если одна команда удерживает 3 или 4 флага, то другая команда за каждого своего убитого игрока теряет два «билета», а не один.
За ранение и убийство солдат противника, захват флагов и использование специальных способностей персонаж приобретает опыт. После набора определённого количества опыта персонаж получает новый уровень (на сентябрь 2010 года максимальный уровень — 30). При достижении очередного чётного уровня даётся одно «очко героя» (Hero Point), которое можно потратить на улучшение одной из специальных способностей. Кроме того, за каждую игру, за каждый новый уровень и за выполненные миссии игрок получает «очки доблести» (Valor Points), которые расходуются в игровом магазине на приобретение оружия и других вещей.
Существуют миссии — мини-задания, которые можно выполнять для набора «очков доблести». Есть много различных миссий, большинство из них имеет четыре уровня сложности. В основном миссии заключаются в уничтожении определённым видом оружия указанного числа противников и/или нанесении определённого урона. Одновременно могут быть активны не более трёх миссий. По своей системе напоминают достижения (achieviments)
В сентябре 2009 года введены ранги престижа. После достижения 10 уровня персонаж начинает получать воинские звания за нанесённый противнику ущерб (при этом не учитываются очки за захват флагов и использование специальных способностей). После достижения высшего генеральского звания персонаж вновь становится рядовым, но уже следующего уровня; уровни обозначены римскими цифрами.
Также присутствует возможность одевать персонажей. Персонажа можно одеть как десантника с парашютом, бравого офицера, сумасшедшего учёного, нелепого кролика и астронавта. Большое количество одежды позволяет одеть персонажа как угодно.

### Фракции
В игре две фракции: Национальная армия (англ. National Army) и Королевская армия (англ. Royal Army). Национальная армия очень похожа на солдат нацистской Германии, тогда как Королевская армия — на армию Великобритании времён Второй мировой войны. Создавая персонажа в игре, игрок навсегда выбирает для него сторону и класс персонажа. С одного аккаунта можно создать трёх персонажей бесплатно, остальные за Funds. Поначалу между ними не было никакой вражды, но в одной знаменитой велогонке победили велосипедисты Национальной фракции. Королевской фракции результаты не понравились, они подали протест и выдвинули претензии, прикрываясь аргументом о жульничестве Националов. Позднее претензии переросли в войну, и теперь обе фракции ведут беспощадную борьбу за превосходство и/или на истребление. Также известно что у каждой фракции есть свой правитель. Royal — Король-Генерал Томми Честер. National — Командант Генрих Вон Шнитцель

### Классы
Существуют 3 класса: Солдат (англ. Soldier), Пулемётчик (англ. Gunner) и Диверсант (англ. Commando). Каждый класс может применять несколько способностей, на приобретение и улучшение которых необходимы Hero Point. Каждый класс может нести одновременно только два типа оружия и одну единицу дополнительного оружия.

### Техника
В игре четыре вида военной техники: джипы («Виллис» и «Кюбельваген»), танки («Шерман» и PzKpfw IV), самолёты («Спитфайр» и Bf.109) и вертолёты. Также имеются стационарные зенитные орудия. Образцы Королевской и Национальной армий не сильно, но различаются: «Кюбельваген» медленнее, нежели «Виллис», однако лучше едет в гору, а «Шерман» быстрее разгоняется, чем PzKpfw IV, но имеет более высокий профиль. Самолёты не различаются. Есть ещё одна способность транспорта: в джип помещается 3 человека, 1 управляет им и 2 стреляют или просто сидят. У танков экипаж состоит из 2 человек, 1-й водит и стреляет башней, 2-й стреляет из «личного» оружия. На самолёте вмещается 3 человека: пилот и 2 на крыльях, стреляющие из своего собственного оружия, при этом они не падают даже при выполнении сложных виражей. C апреля 2013 в игре появились вертолёты как перк за Funds они замещают самолёты и различны мало чем, разве что более медленны, что в свою очередь даёт возможность концентрировать огонь на конкретной вражеской единице.

## Модель оплаты
Battlefield Heroes использует модель «Free-to-play», то есть игра является полностью бесплатной. Все предметы (за исключением большинства одежды и оружия) можно приобрести во внутриигровом магазине за «очки доблести» (VP), которые игрок получает в ходе боя. Окупаемость игры обеспечивается за счёт микротранзакций: за реальные деньги можно приобрести Play4Free Funds, которые дают более широкие возможности для кастомизации персонажа и делают игру более удобной (например, возможна покупка ускорителя набора опыта и VP).
Ранее разработчики заявляли, что обладатели Play4Free Funds не будут иметь превосходства над теми, кто играет бесплатно. Однако изменения во внутриигровом магазине, проведённые Electronic Arts 30 ноября 2009 года в связи с убыточностью игры, поставили под угрозу баланс между игроками с «очками доблести» и Funds. Стоимость всех предметов в «очках доблести» была существенно повышена, а стоимость в BattleFunds понижена. Были введены новые виды оружия, которые по характеристикам превосходят стандартные. Теперь всё в магазине можно купить на 1 или 3 дня по высокой цене VP, для того чтобы убедиться в годности товара и купить за реальные деньги. Кроме того, были убраны все виджеты (расходуемые бонусы, позволяющие пополнять здоровье и ремонтировать технику в ходе игры), за исключением самых эффективных, стоящих больше всего «очков доблести». Нововведение вызвало возмущение многих игроков. Как отмечает сайт Ars Technica, «Людям нравились Heroes, потому что они не требовали гринда и были недороги. Теперь EA заставила игроков делать выбор между тремя вариантами: уйти, начать ежедневно играть часами или достать кошелёк». Игровой блог Joystiq пишет, что «Хотя EA и Dice создали баланс между двумя формами внутриигровой валюты — Valor Points <…> и Battlefunds <…> — это обновление серьёзно снижает ценность первой, одновременно делая вторую почти обязательной для тех, кто хочет остаться достойным соперником в игре».

## Закрытие проекта
15 апреля 2015 года студия-разработчик Easy Studios заявила, что 14 июля 2015 года проект Battlefield Heroes будет официально закрыт, а все игровые сервисы остановлены. Игроки заранее получили уведомление об этом на свои электронные адреса e-mail. Так же на эту дату было назначено закрытие проектов Battlefield Play4Free, Need for Speed: World, и FIFA World. Решение было окончательным, все 4 игры были закрыты в назначенную дату посредством отключения игровых серверов. На данный момент официальный сайт игры Battlefield Heroes по прежнему адресу отсутствует.

## Отзывы
| Сводный рейтинг | Сводный рейтинг |
| Агрегатор       | Оценка          |
| --------------- | --------------- |
| GameRankings    | 73,13 %         |